# 口渴

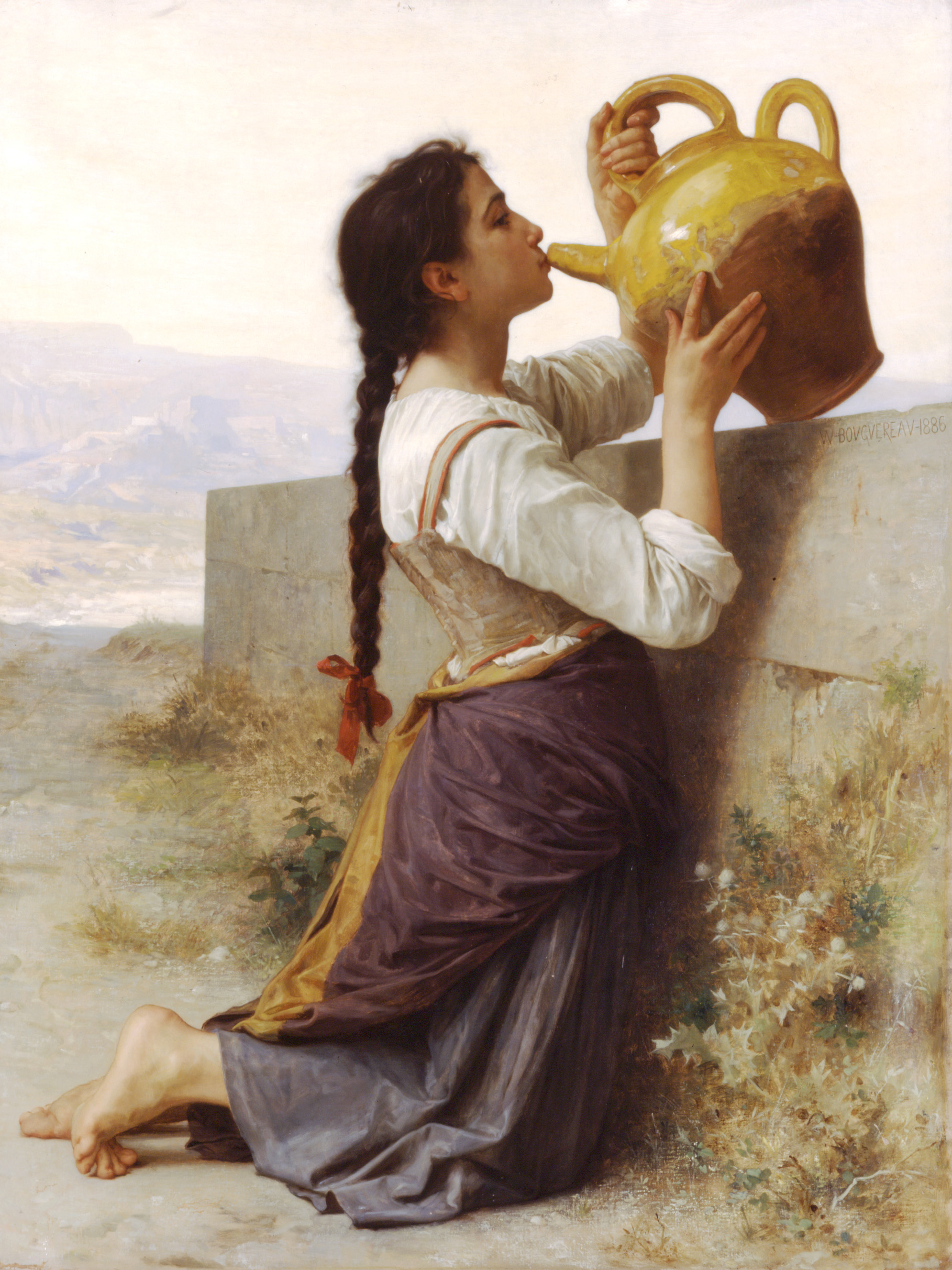
威廉阿道夫布格羅所繪的 Thirst (1886)

口渴是口裡很乾，想要喝水的情況，或者廣義來說，是渴求液體的情況。這種情況是動物的基本本能，而這也是一個重要的機制，以使動物的體液濃度平衡。導致口渴的原因可能是因為缺乏體液（多半為血液），亦或是體液中某些物體濃度過高（如：鹽、糖）。具有神經系統的動物（包括人類）的飲水中樞（位於下視丘內）被高濃度的血液刺激時，就會產生此種感覺。

## 發生原因與位置
感到口渴主要有兩種原因：
1. 體液的體積過少，稱為低血量渴覺壓（hypovolemic thirst）。
2. 體液的濃度過高，稱為滲透壓渴覺（osmotic thirst）。[3]

前者會造成血壓下降，而當低血壓的血液流經腎臟時，會刺激腎臟釋放出腎素，並且發生一連串的反應使血液中的血管收縮素原變為血管收縮素-{\displaystyle II}。當血液流回下視丘時，血管收縮素－II刺激渴覺中樞(穹隆下器官)，引發飲水行為；而後者會造成細胞外滲透壓升高，刺激受器，進而引發飲水中樞興奮，激起渴覺。
由於滲透壓的改變會造成口渴，因此糖尿病患者、激素分泌失調者、以及用藥不當都有可能引發口渴。且發送口渴反應的構造關鍵點在於腎臟以及下視丘，因此腦損傷以及腎病患者會有連續性口渴的感覺，嚴重時足以致命。又由於以上原因，所以過度的口渴、排尿可能會被視為有患有癲痫、腎功能問題，亦有可能是糖尿病的徵兆。